# レインボー (テレビ番組)
『レインボー』は、1992年10月5日から1993年10月1日までTBS系列局の一部で生放送されていた毎日放送製作のワイドショーである。放送時間は毎週月曜 - 金曜 14:00 - 14:55 （日本標準時）。

## 概要
番組タイトルは、「2時」と「虹」を掛けたものである。
当時のスタッフ曰く、きんさんぎんさんをいち早く取り上げたワイドショーで、彼女たちが大阪旅行をする際の企画やセッティング（家族および担当医への相談、道中の移動手段の手配など）をした上で密着取材を行っていたとのことである。この時に、蛸抜きのたこ焼きを用意したエピソードなどが残されている。
前述の通り、この番組は他のTBS系列局でも放送されていた。中部日本放送（現・CBCテレビ）でもそれまで関西の昼ワイドを意欲的に放送してこなかった他、自社制作も中断していたものの本番組は放送されていたが、後に番組を途中で打ち切り、それまで後半15時台のみを放送していたTBS製作の『スーパーワイド』を他2局とともにフルネットするようになった。そして、1993年10月に番組が終了した後はネット局の殆どが『スーパーワイド』をフルネットで放送するようになり、MBSもそれに追随するように同番組のフルネットへと移行。替わって同自社製作枠を16時台へと移し、ここで他にネット局を持たない関西ローカルの『屋台の目ぇ』をスタート。その後、さらに時間が遅くなるも、1996年秋改編で『はーい!昼ナマ』としてこの時間に回帰することとなった。

## 出演者

### 月曜・火曜
- 桂三枝（現・6代目桂文枝）
- ほか

### 水曜
- 桂文珍
- ほか

### 木曜
- 月亭八方
- ほか

### 金曜
- 山城新伍
- ほか

## ネット局
- 毎日放送（MBS）- 製作局。
- 東北放送（TBC）[2]
- 信越放送（SBC）- 1993年4月2日打ち切り[3]。
- 静岡放送（SBS）- 1993年4月2日打ち切り[4]。
- 中部日本放送（CBC、現：CBCテレビ）- 1993年4月2日打ち切り[5]。
- 山陽放送（RSK、現：RSK山陽放送）[6]
- 中国放送（RCC）[7]
- 山陰放送（BSS）- 1993年4月2日放送開始[8]。
- 熊本放送（RKK）- 1993年1月11日放送開始[9]。

※選抜高等学校野球大会中継期間中は、制作局のみ試合中止時を除き休止し、ネット局に向けて裏送りで放送した。